# Lepidochrysops vansoni
Lepidochrysops vansoni är en fjärilsart som beskrevs av Swanepoel 1949. Lepidochrysops vansoni ingår i släktet Lepidochrysops och familjen juvelvingar. Inga underarter finns listade i Catalogue of Life.